# Aphantolana costaricensis
Aphantolana costaricensis is een pissebed uit de familie Cirolanidae. De wetenschappelijke naam van de soort is voor het eerst geldig gepubliceerd in 1985 door Brusca & Iverson.